# إدوارد هنتر
إدوارد هنتر (بالإنجليزية: Edward Hunter) هو سياسي أمريكي، ولد في 22 يونيو 1793، وتوفي في 16 أكتوبر 1883 في سولت ليك في الولايات المتحدة.